# Elacatinus nesiotes
Elacatinus nesiotes е вид лъчеперка от семейство Попчеви (Gobiidae). Видът е световно застрашен, със статут Уязвим.

## Разпространен
Видът е разпространен в източните тихоокеански острови на Галапагос, остров Кокос и остров Горгона.

## Описание
На дължина достига до около 2,3 см.